# De doedelzakspeler

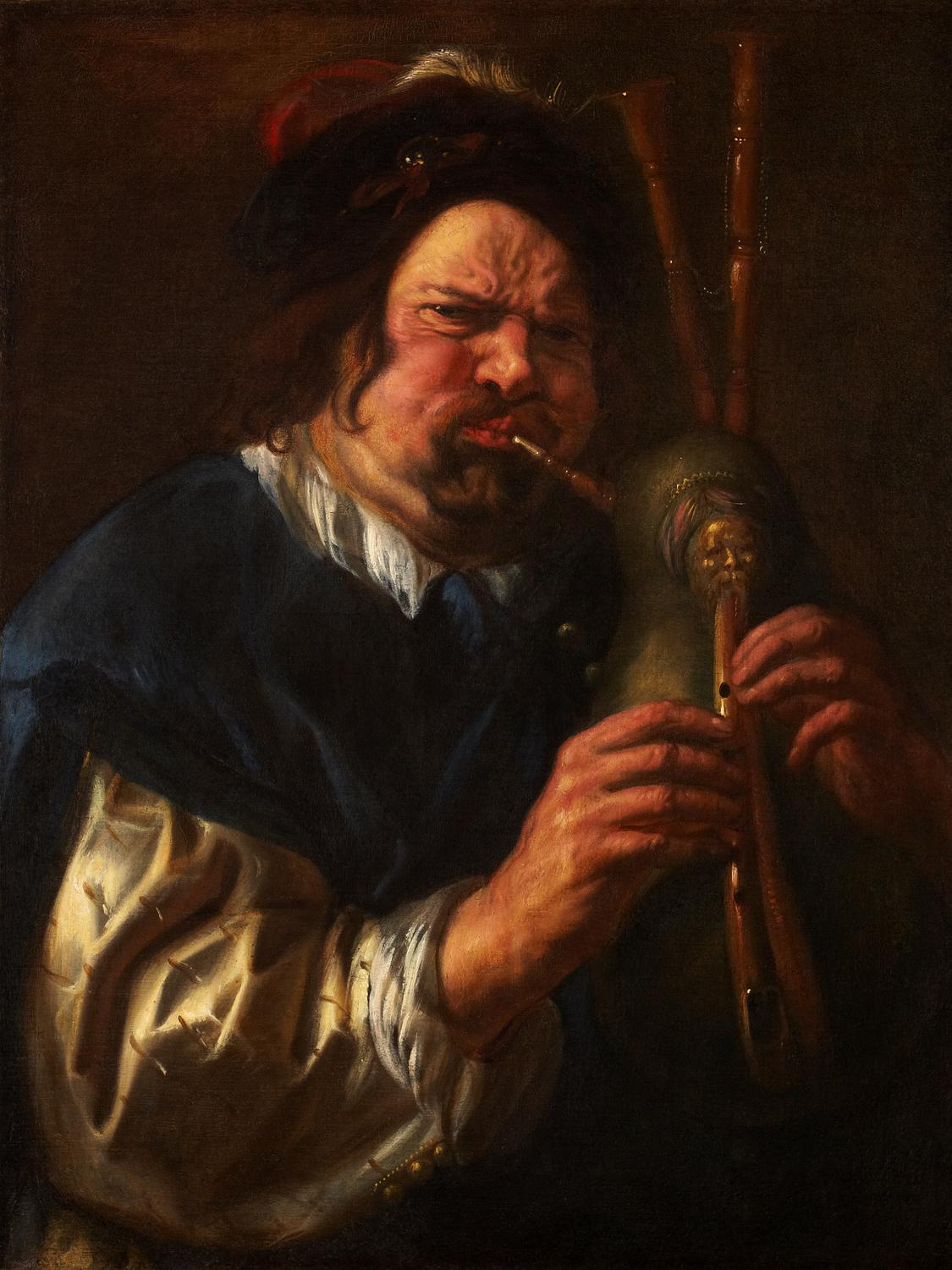
De doedelzakspeler

De doedelzakspeler (Frans: Le Joueur de cornemuse) is een schilderij van de Zuid Nederlandse kunstschilder Jacob Jordaens uit het midden van de 17e eeuw.

## Geschiedenis
Rond 1640-1645 werd het schilderij door Jacob Jordaens geschilderd.
In 2009 werd het schilderij in Londen geveild voor 93.000 euro en aangekocht door het Fonds Léon Courtin-Marcelle Bouché (Erfgoedfonds) van de Koning Boudewijnstichting, omdat Jacob Jordaens naast Pieter Paul Rubens en Antoon van Dyck als een van de drie belangrijkste Zuid Nederlandse barokschilders wordt beschouwd. Na aankoop financierde het fonds ook de restauratie van het schilderij. Het schilderij werd in langdurig bruikleen gegeven aan het Rubenshuis in Antwerpen.

## Beschrijving
Het schilderij toont een man in levensgroot formaat die met een doedelzak passioneel muziek speelt. De man komt in meerdere werken van Jordaens voor en voor het schilderij stond hij zelf model, maar het is niet autobiografisch. In officiële portretten gaf de welvarende Jordaens zichzelf weer met een luit, hetgeen in die tijd als hoogste instrument werd gezien. In die tijd werd de doedelzak als laagste instrument gezien, een volks muziekinstrument horende bij het gewone volk. Dat Jordaens zich met een doedelzak schilderde duidt op geestigheid of ironie.